# Wertheimsteinpark

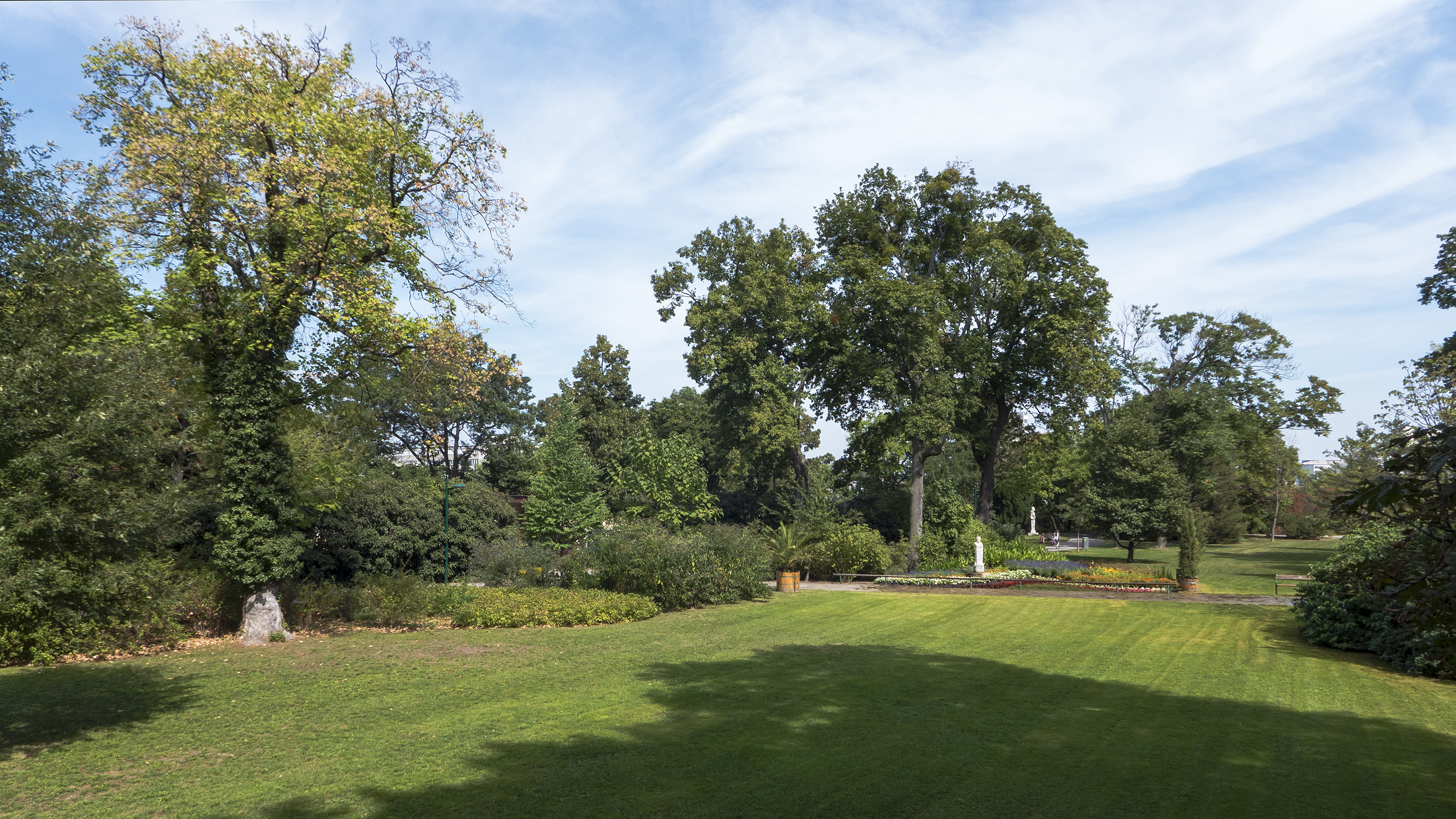
Wertheimsteinpark

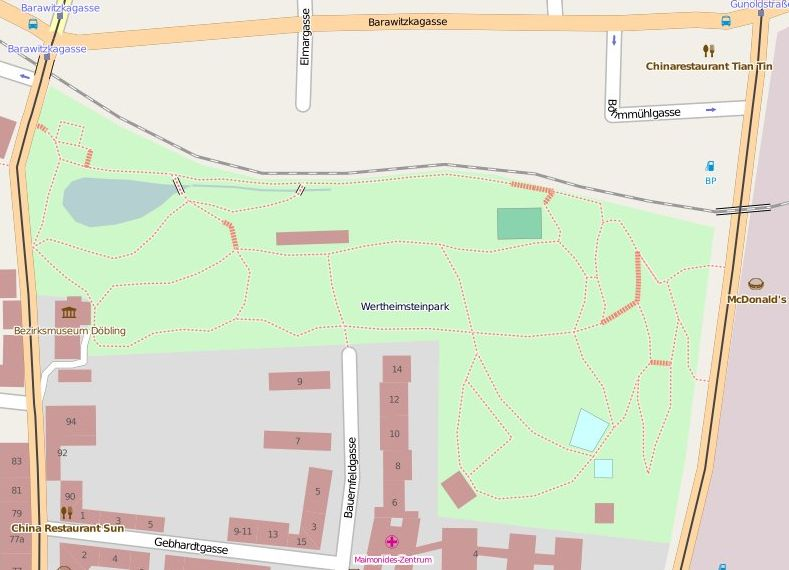
Plan des Wertheimsteinparks

Der Wertheimsteinpark ist eine rund 62.500 m² große Parkanlage im Wiener Stadtteil Oberdöbling an einem natürlichen Geländeabfall zum Donaukanal.

## Der Park

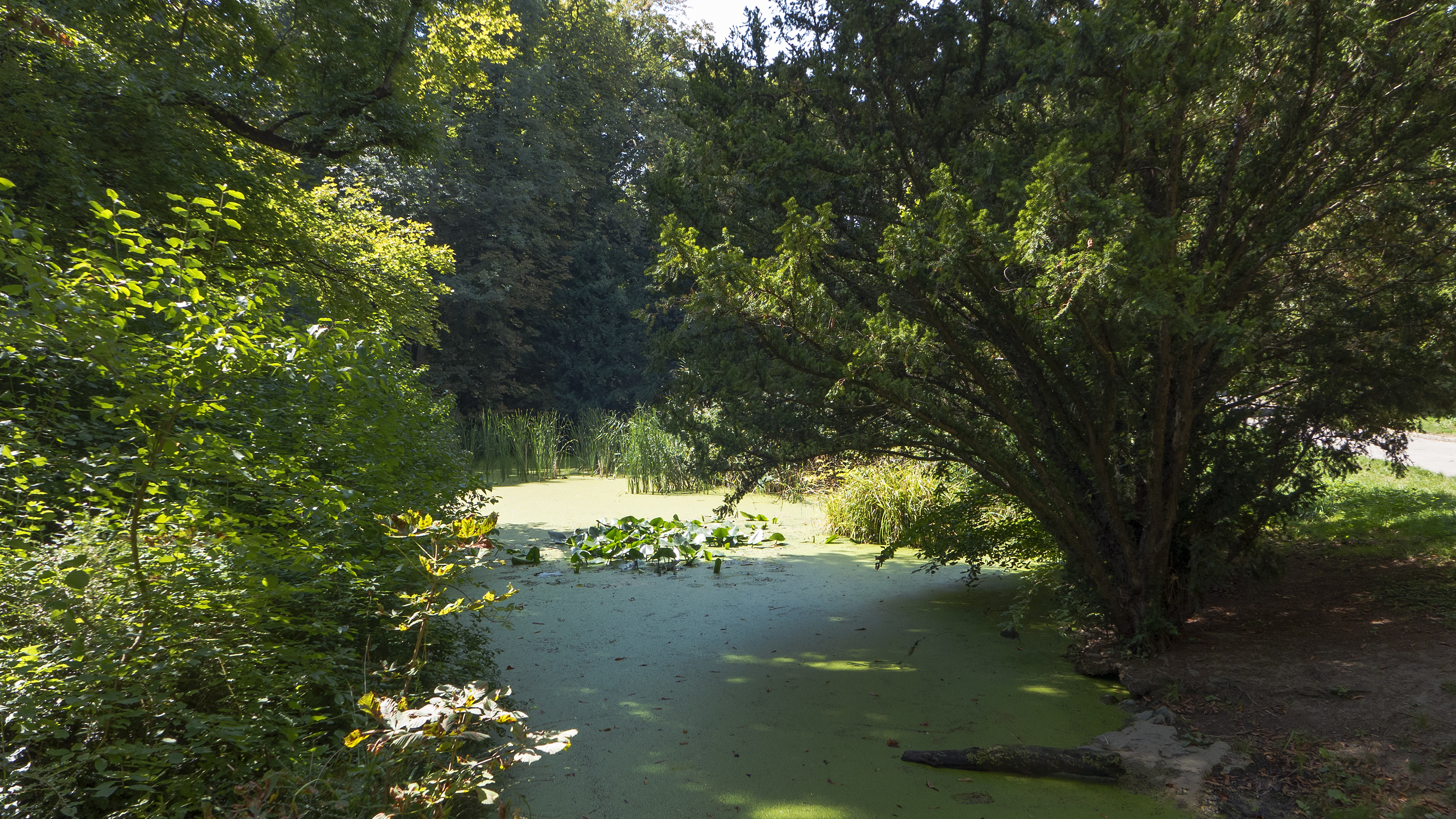
Der Rest des Krottenbachs

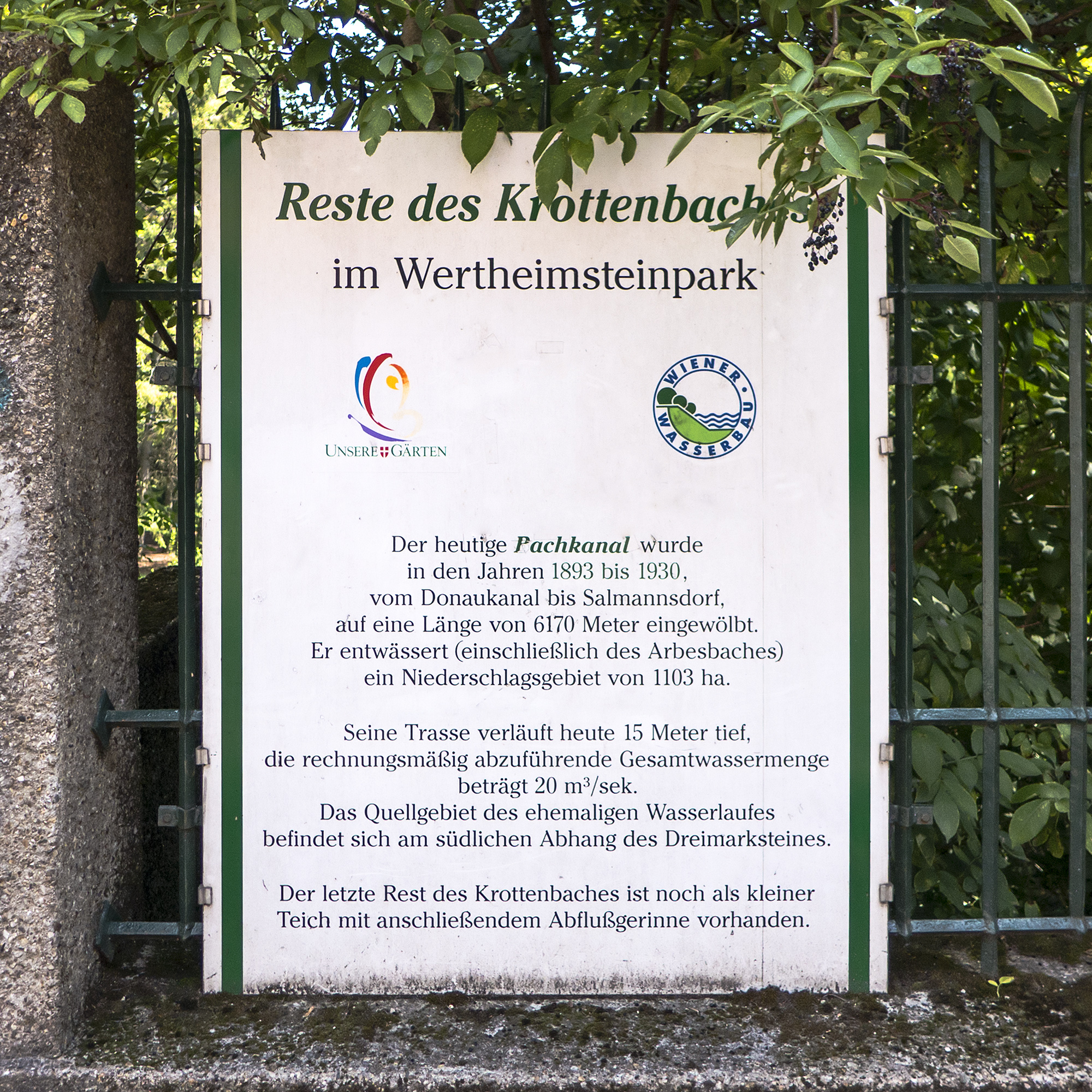
Informationstafel zum Krottenbach

Das Relief des Parks ist stark gegliedert. Er befindet sich östlich der Döblinger Hauptstraße und fällt steil zur Heiligenstädter Straße (nächst des Donaukanals) und zur Vorortelinie, beziehungsweise zum Krottenbachtal, ab. Der Krottenbach wurde zwischen 1893 und 1930 von Salmannsdorf bis zum Donaukanal eingewölbt. Als letzter Rest ist im Park ein kleiner, nach wie vor von natürlichen Quellen gespeister, Teich samt Abflussgerinne zu sehen.
Der Park beherbergt viele alte und auch exotische Pflanzen. In einem Teil war früher ein Blindengarten angelegt. Neben dem Gedenkstein für die Stifterin befinden sich im Park auch eine 1914 aufgestellte und von Franz Seifert gestaltete Büste des Schriftstellers Ferdinand von Saar, einem langjährigen Freund des Hauses Wertheimstein, ein 1924 errichtetes Denkmal für den Dichter Franz Keim und eine 1975 aufgestellte Büste von Julius Schlegel, dem Retter der Kunstschätze von Montecassino.

## Geschichte
1833 erwarb der Textilfabrikant Rudolf von Arthaber (1795–1867) den Tullner Hof mit einigem Grund. In den Jahren 1834/35 ließ er daneben das später Villa Wertheimstein genannte Landhaus erbauen und einen Privatgarten anlegen. Gleichzeitig ließ er dort das erste Palmen- und Treibhaus bürgerlicher Provenienz in Österreich bauen, das heute nicht mehr existiert. Später kaufte er noch den angrenzenden Kamaldulenserfreihof und erweiterte den Park. Die in der Villa untergebrachte private Gemäldegalerie des kunstsinnigen Arthaber war zeitweilig die größte ihrer Art in Wien. Zu den Gästen des Hauses zählten die feinsten Gesellschaftskreise der Residenzstadt sowie Mitglieder des Kaiserhauses.
Nach dem Tod Arthabers wurde die Gemäldegalerie versteigert und Leopold Ritter von Wertheimstein (1801–1883) und seine Frau Josephine (1820–1894) erwarben die Villa und das Gelände von den Erben. Wertheimstein war Bankier, Finanzrat und Konsul und Vertrauensmann der Rothschilds. Er war ein Großbürger, der auch viel Geld für Kunst und Literatur ausgab. Im literarischen Salon der Familie, dem Salon Wertheimstein, zählten einige berühmte Menschen zu den ständigen Gästen und er entwickelte sich zu einem geistigen, liberalen Zentrum Wiens. Der Salon wurde nach dem Tod der Mutter durch die Tochter Franziska von Wertheimstein (1844–1907) weitergeführt. Im ehemaligen Kamaldulenserfreihof starb am 9. August 1890 der Dichter Eduard von Bauernfeld als Gast der Besitzerin. Franziska vermachte die Villa und den Park testamentarisch der Stadt Wien mit der Auflage, dass der Park immer als öffentliche Grünfläche erhalten bleiben müsse.
Am 20. Juni 1908 wurde der Park für das Publikum freigegeben und am 3. Juli 1912 die Bibliothek eröffnet. Seit 1912 befindet sich in der Villa ein Bauernfeld-Zimmer und ein Saar-Zimmer. In der Zeit 1938–1945 trug der Park den Namen „Dietrich-Eckart-Park“. Im Jahre 1959 entstand im Park der erste Blindengarten Mitteleuropas nach Vorbildern in Brighton und Edinburgh, dessen Elemente inzwischen aber großteils entfernt wurden. In der Villa ist seit 1964 das Bezirksmuseum Döbling untergebracht, mit einem Weinbaumuseum im Nebenhaus. Ein Eidechsenbiotop wurde 1992 an der Stützmauer zur Heiligenstädter Straße angelegt.
Im Sprechstück Trude die Teufelstaube auf dem 1983 erschienenen Album DÖF des Deutsch-Österreichischen Feingefühls wählt das große, teuflische Taubenmonster in Wien diesen Park „auf ihrem todbringenden Streifzug nach Nahrung“ durch Europa und verspeist in der abendlichen Dämmerung die Taubenfütterin Aloisia K.
In der Erzählung Die Billigesser von Thomas Bernhard spielt der Park eine prominente Rolle als der Ort „ideale[r] Naturverhältnisse“, an dem der Protagonist Koller, „urplötzlich anstatt wie schon gewohnheitsmäßig zur alten Esche zur alten Eiche“ gehend, einen Wendepunkt in seinem Leben erfährt bzw. vollführt.

## Denkmäler im Wertheimsteinpark

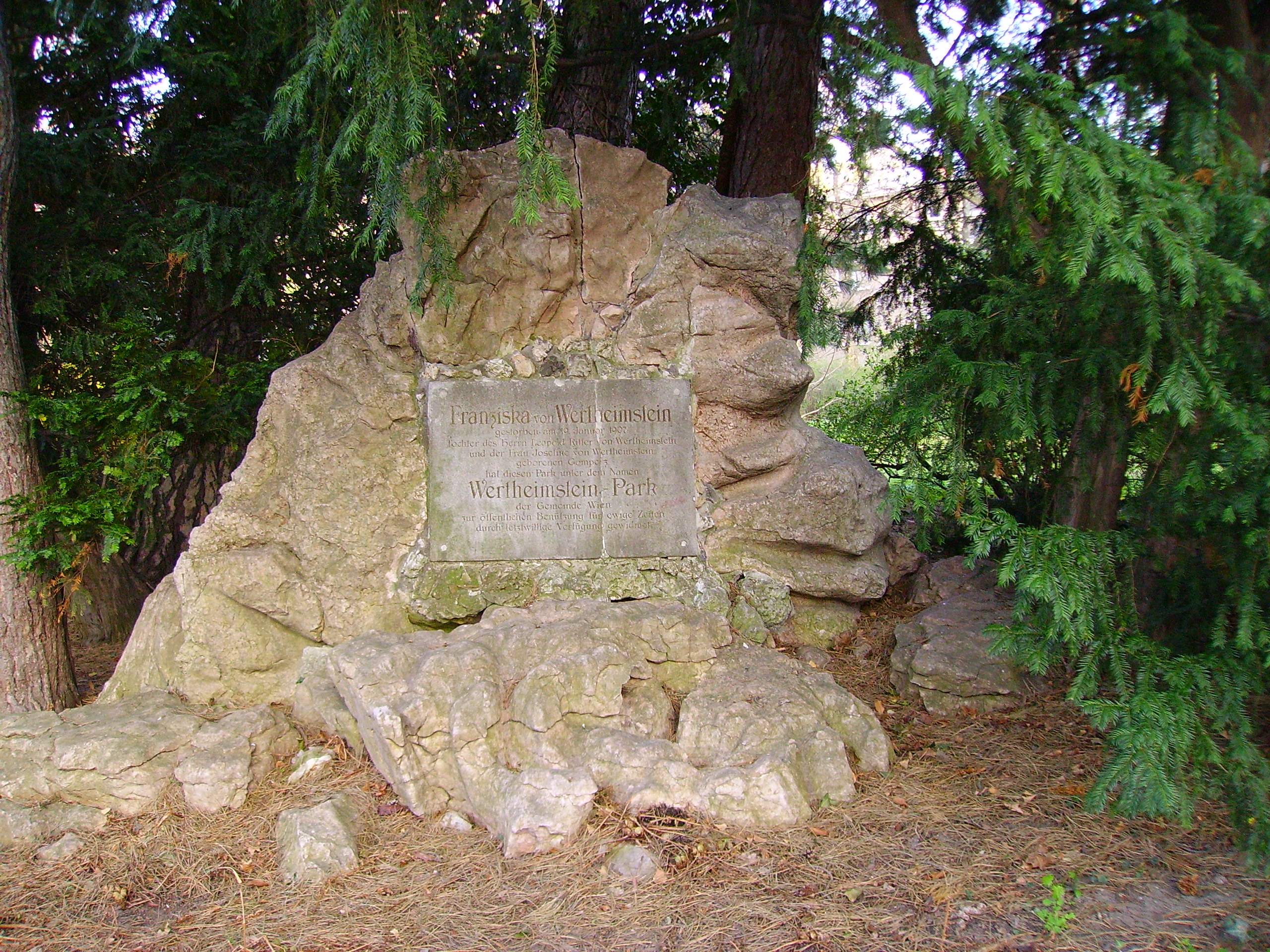
Denkmal für die Stifterin
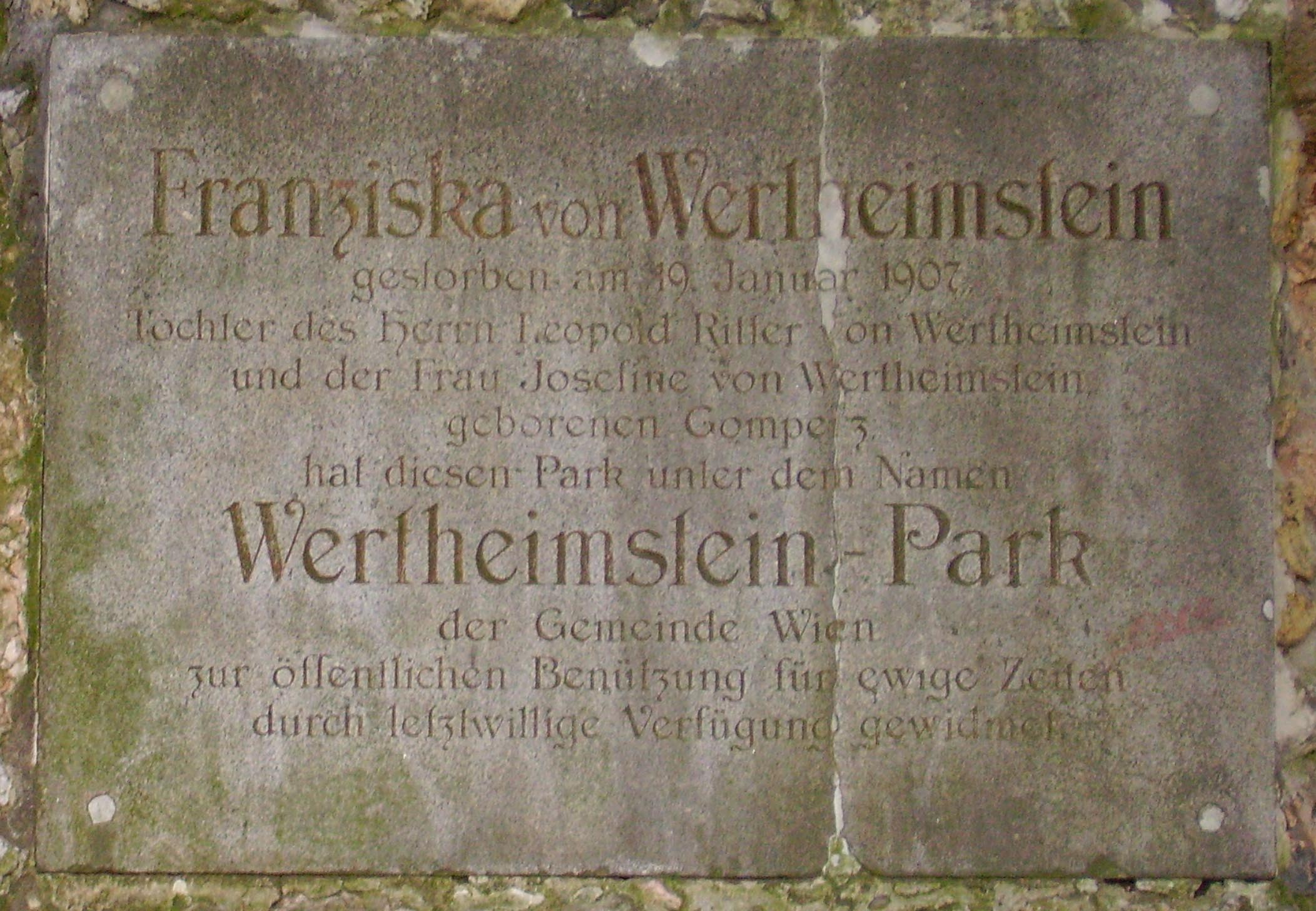
Denkmal für die Stifterin, Detail
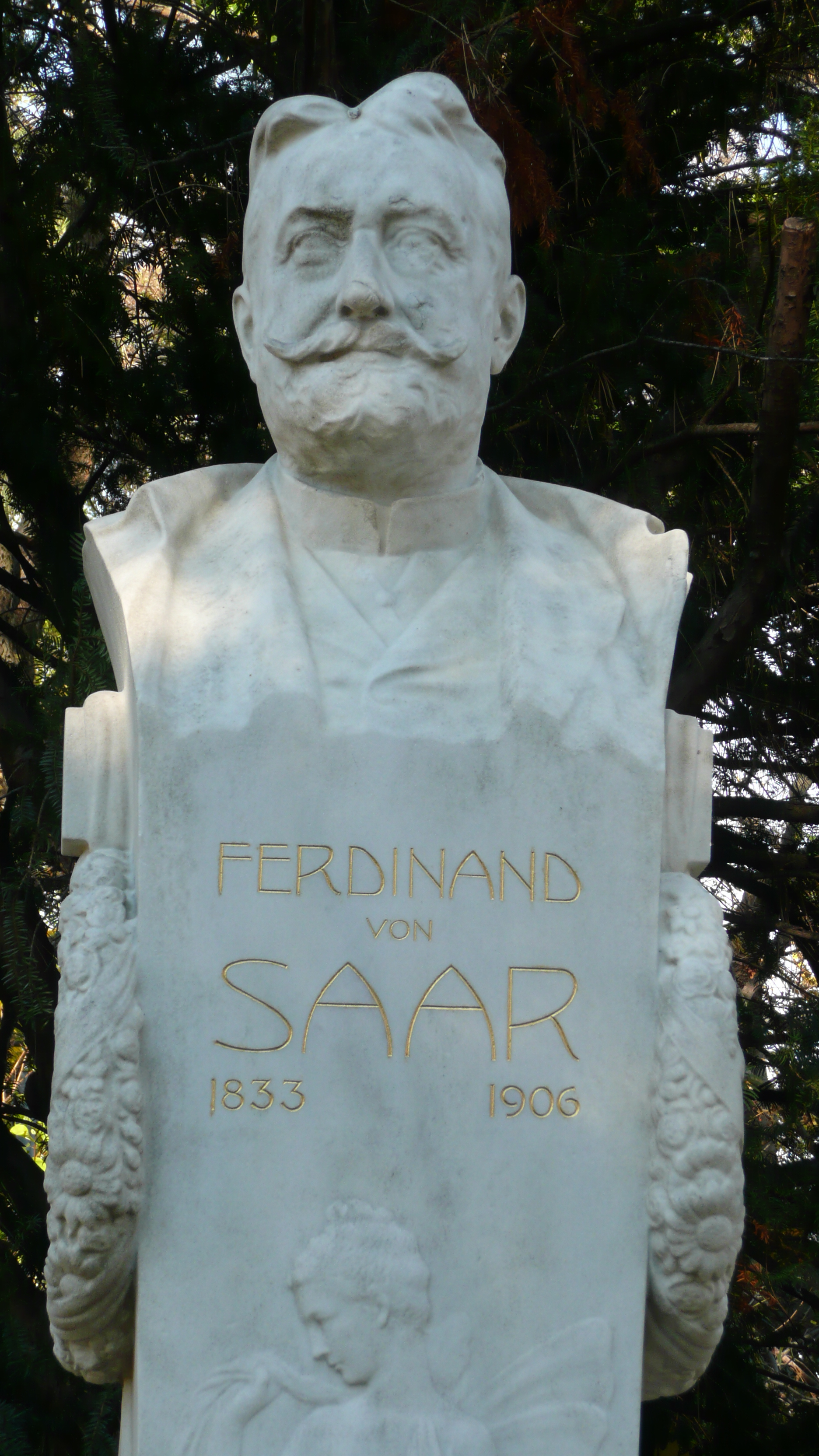
Ferdinand von Saar
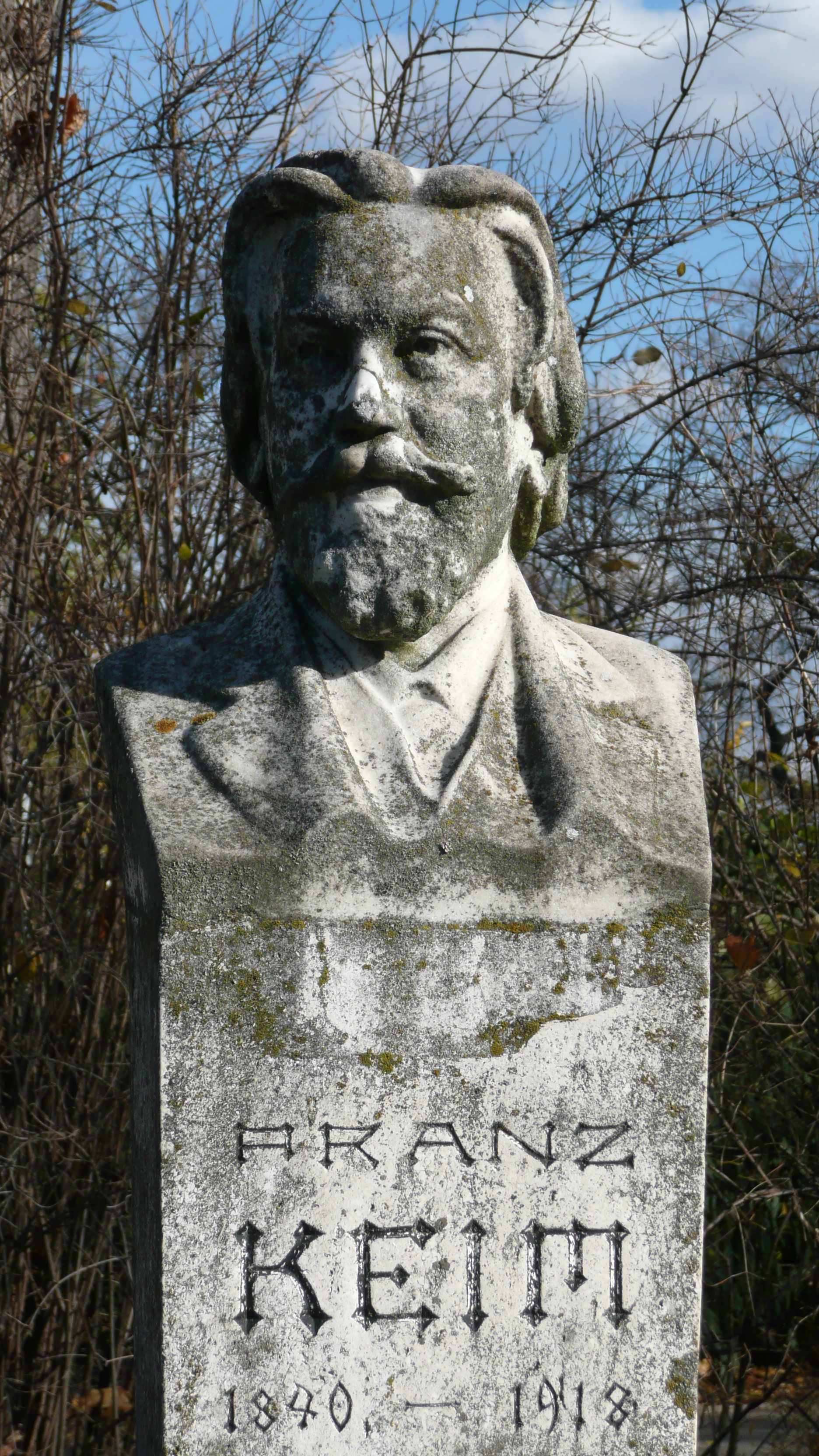
Franz Keim
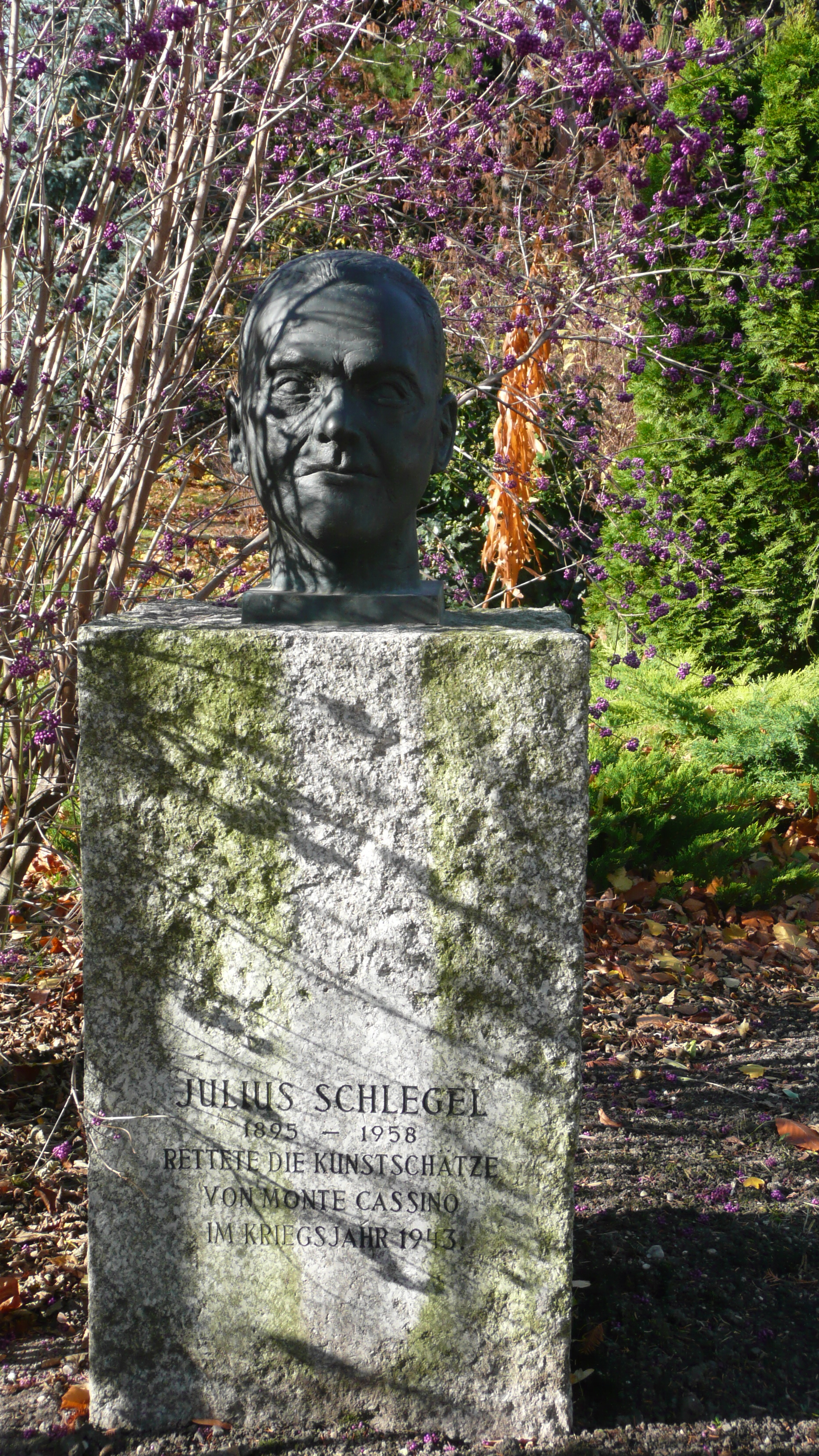
Julius Schlegel

Die Inschrift am Denkmal für die Stifterin lautet: „Franziska von Wertheimstein, gestorben am 19. Januar 1907, Tochter des Herrn Leopold Ritter von Wertheimstein und der Frau Josefine von Wertheimstein, geborene Gomperz, hat diesen Park unter dem Namen Wertheimstein-Park der Gemeinde Wien zur öffentlichen Benützung für ewige Zeiten durch letztwillige Verfügung gewidmet.“